# خوسيه بينيرو
خوسيه بينيرو (مواليد 20 أغسطس 1938) هو مبارز بالسيف برتغالي، مثّل بلاده في الألعاب الأولمبية الصيفية 1968.

## روابط رياضية
خوسيه بينيرو على موقع أوليمبيديا (الإنجليزية)